# Jean-Marie Le Méné
Pour les articles homonymes, voir Le Méné.
Jean-Marie Le Méné, né le 2 décembre 1956 à Versailles, est un magistrat français et militant conservateur Mouvement pro-vie.
Conseiller-maître à la Cour des comptes depuis 2008, il préside la Fondation Jérôme-Lejeune depuis 1996.

## Biographie

### Famille
Jean-Marie Le Méné, fils de Denyse Lourdelet et de Pierre Le Méné, ingénieur géographe et cartographe de l’État, est né le 2 décembre 1956 à Versailles, dans les Yvelines. En 1983, il épouse Karin Lejeune, fille de Birthe Bringsted et de Jérôme Lejeune. De cette union, naissent neuf enfants.

### Formation
Jean-Marie Le Méné étudie à la faculté de droit de l'université Paris Ouest Nanterre La Défense, puis à celle de Paris-Descartes. Titulaire d’une maîtrise en droit public, il est élève de l’École du commissariat de la Marine à Toulon.

### Parcours professionnel
Jean-Marie Le Méné commence sa carrière en 1978 en tant que commissaire de la Marine dans la Marine nationale : il est commissaire de l'escorteur d'escadre Vauquelin de 1980 à 1982, chef de cabinet du commandant du porte-hélicoptères Jeanne d'Arc et du groupe-école d'application des officiers de marine en 1982-1983. Il est ensuite nommé commissaire de la base d'aéronautique navale de Toussus-le-Noble de 1983 à 1984, puis à la Direction centrale du commissariat de la Marine de 1984 à 1987. De 1987 à 1991, il sera successivement Commissaire de la marine à La Réunion et à Mayotte, il est ensuite affecté à l'État-major de la Marine à Paris,.
Il quitte la Marine nationale en 1992 pour intégrer le corps des magistrats de la Cour des comptes, en tant qu'auditeur, conseiller référendaire, puis conseiller-maître, depuis le 17 juillet 2008.
Auditeur de la 49e session nationale de l’Institut des hautes études de défense nationale (promotion 1996-1997), il est ensuite nommé « conseiller économique » de 1998 à 2000.
Depuis le 30 septembre 2009, il est membre de l’Académie pontificale pour la vie. Il est renouvelé dans ses fonctions le 13 avril 2017 par le pape François à l'occasion de la restructuration de l'académie,. 
Le 5 janvier 2011 le pape Benoît XVI le nomme consulteur du Conseil pontifical pour la pastorale des services de la santé,.

## Prises de position
Jean-Marie Le Méné est président-fondateur de la Fondation Jérôme-Lejeune qu'il fonde en 1996 afin de poursuivre l’œuvre de son beau-père mort en 1994 : « Nous donnons une réponse sur les plans médical, scientifique et éthique parce que nous considérons que le plus faible doit être protégé ». À  ce titre, il est auditionné en 2008 et en 2009 dans le cadre de la révision de la loi de bioéthique par le Conseil d’État et l’Assemblée nationale, puis en 2011 par le Sénat dans le cadre du projet de loi relatif à la bioéthique.
Il est à l'initiative du site d’actualité bioéthique www.genethique.org qui propose gratuitement des synthèses de presse quotidienne et hebdomadaire et une lettre d'information mensuelle depuis janvier 2000.
À partir de décembre 2006, il anime, sur les ondes de la radio associative classée à l'extrême droite Radio Courtoisie, le Libre journal de Jean-Marie Le Méné. Après son départ de la station courant 2016, il est remplacé par Anne-Laure Maleyre.
Jean-Marie Le Méné est l'un des soutiens des parents de Vincent Lambert dans Affaire Vincent Lambert. Par le biais de la fondation Jérôme-Lejeune qu'il préside depuis 1996, il finance les frais d'avocat de Viviane et Pierre Lambert, soit près de 100 000 euros par an. Il aide aussi Viviane Lambert dans la rédaction de son livre Pour la vie de mon fils, paru chez Plon en 2015.
En 2015, il suggère sur le site d'extrême-droite Boulevard Voltaire,une corrélation entre « avortement de masse » et « immigration de masse ».

### Opus Dei
Jean-Marie Le Méné, est considéré par Michel Dufourt comme un proche de l'Opus Dei comme la fondation qu'il préside.

## Distinctions
Le 31 décembre 2002, il est nommé chevalier de l'ordre national de la Légion d'honneur au titre de « membre fondateur et président d'une fondation reconnue d'utilité publique ; 34 ans d'activités bénévoles, de services civils et militaires ».

## Ouvrages

### Essais
- Le Professeur Lejeune, fondateur de la génétique moderne, Paris, Mame, 1997, 159 p. (ISBN 978-2-7289-0859-2) ; traduit en italien : Il Professor Lejeune, fondatore della genetica moderna, Édizioni Cantagalli, 2009, 184 p. (ISBN 978-88-8272-388-0 et 88-8272-388-7) ; traduit en espagnol : El profesor Lejeune, Fundador de la genética moderna, Ediciones Marova, 2013 (ISBN 978-84-269-0469-0)
- La trisomie est une tragédie grecque, Paris, Salvator, 2009, 142 p. (ISBN 978-2-7067-0651-6)
- Nascituri te salutant : la crise de conscience bioéthique, Paris, Salvator, 2009, 159 p. (ISBN 978-2-7067-0697-4)
- Les premières victimes du transhumanisme, Paris, Pierre-Guillaume de Roux, 2016 (ISBN 978-2-36371-148-9)

### Récit
En 2007, il est appelé par la Marine pour donner des conférences aux élèves officiers en formation à bord de la Jeanne d'Arc. Il y rencontre Marine Bayer dont il va écrire l'histoire,, :
- Entre ciel et mère, Marine Bayer, Paris, Le Rocher, 2014, 169 p. (ISBN 978-2-268-07539-6)

## Pour approfondir